# Davido

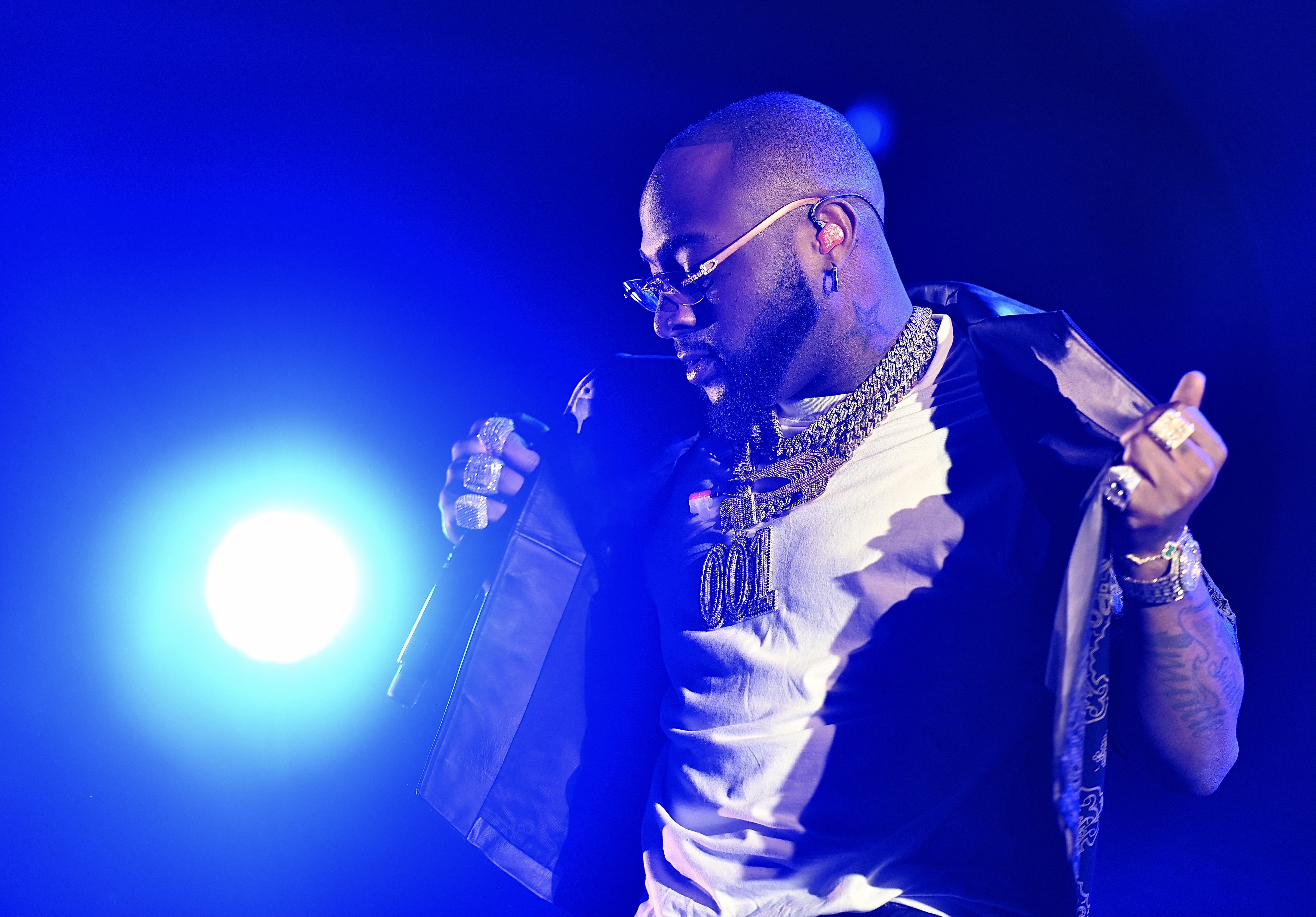
Davido (2022)

David Adedeji Adeleke (geboren am 21. November 1992), beruflich bekannt als Davido, ist ein nigerianischer Sänger, Songwriter und Plattenproduzent. Er gilt als einer der wichtigsten Afrobeats-Künstler des 21. Jahrhunderts und wird neben Burna Boy und Wizkid für die weltweite Popularisierung des Genres verantwortlich gemacht. Davido ist einer der meistgefolgten afrikanischen Künstler auf Instagram und X (Twitter). Er ist ein kultureller Botschafter für Nigeria und eine prominente Stimme für die Menschenrechte in Afrika. Dem deutschsprachigen Raum dürfte er vor allem als Mitinterpret von Hayya Hayya (Better Together) als erster Song auf dem Soundtrack der Fußballweltmeisterschaft 2022 bekannt sein.

## Frühes Leben und Ausbildung
David Adedeji Adeleke wurde am 21. November 1992 in Atlanta, Georgia, Vereinigte Staaten, geboren. Sein Vater Adedeji Adeleke (geb. 1957) ist ein nigerianischer Geschäftsmann, seine Mutter Vero Adeleke (1963–2003) war Universitätsdozentin. Davido ist das jüngste von fünf Geschwistern und der drittgeborene Sohn seines Vaters. Er besuchte die British International School in Lagos und kehrte im Alter von 16 Jahren in die USA zurück, um an der Oakwood University in Alabama Betriebswirtschaft zu studieren.
Während seines Studiums an der Oakwood University kaufte Davido eine Musikausrüstung und begann, Beats zu produzieren. Außerdem gründete er mit seinen Cousins B-Red und Sina Rambo die Musikgruppe KB International. Davido brach sein Studium an der Oakwood University ab, um sich ganz der Musik zu widmen, und zog nach London, wo er an seinem Gesang arbeitete. Nach seiner Rückkehr nach Nigeria im Jahr 2011 pausierte Davido seine Musikkarriere und stimmte zu, seinen Vater zu ehren, indem er sich an der Babcock University einschrieb, die er im Juli 2015 mit einem Abschluss in Musik verließ, nachdem sein Vater die Universität dafür bezahlt hatte, eine Musikabteilung für eine erste Klasse von einem Studenten einzurichten.

## Karriere

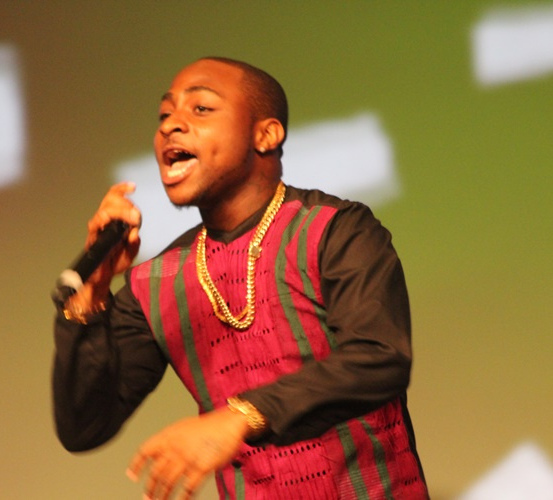
Davido bei den 2014 Africa Magic Viewers Choice Awards

2011 begann Davido mit der Arbeit an seinem Debütalbum Omo Baba Olowo, das eine Mischung aus Afrobeats und Hip-Hop ist. Es erhielt generell negative Kritiken von Musikkritikern, die den lyrischen Inhalt und Davidos Songwriting bemängelten. Dennoch gewann das Album den Preis für das beste R&B/Pop-Album und erhielt eine Nominierung für das Album des Jahres bei den Headies 2013, und für das beste Album des Jahres bei den Nigeria Entertainment Awards 2013.
Im Januar 2016 gab Davido auf Twitter bekannt, dass er einen Plattenvertrag mit Sony Music unterzeichnet hat. Einige Monate später gründete er das Plattenlabel Davido Music Worldwide, bei dem derzeit unter anderem Dremo und Peruzzi unter Vertrag sind. Im Juli 2016 unterzeichnete Davido einen Plattenvertrag mit Sonys RCA Records und veröffentlichte im Oktober desselben Jahres die fünf Tracks umfassende Extended Play (EP) Son of Mercy, die durch die Singles „Gbagbe Oshi“, „How Long“ und „Coolest Kid in Africa“ unterstützt wurde. Im April 2017 verhandelte Davido seinen Vertrag mit Sony aufgrund von Problemen mit der kreativen Kontrolle neu und veröffentlichte später im selben Jahr fünf Singles, darunter „If“ und „Fall“. „If“ erzeugte weltweite Social-Media-Aktivität, während „Fall“ der am längsten in den Charts befindliche nigerianische Popsong in der Geschichte von Billboard wurde.
Bei den MOBO Awards 2017 wurde Davido als bester afrikanischer Act ausgezeichnet.
Das Musikvideo zu „If“ aus dem Jahr 2017 wurde über 172 Millionen Mal auf YouTube gestreamt und sicherte sich damit einen Platz unter seinen erfolgreichsten Videos. Der Song wurde von der Recording Industry of South Africa (RISA) mit einem Diamant zertifiziert, was eine Auslieferung von 200.000 Einheiten bedeutet.
Davido veröffentlichte „Fall“, das ein Sample von Kojo Funds Track „Dun Talking“ enthält, am 2. Juni 2017. RISA zertifizierte „Fall“ mit Platin; der Song gehörte im Januar 2019 zu den 100 meistgesuchten Singles in Amerika und war ein Top-10-Rekord auf Shazam in New York. Im Februar 2019 wurde er der am längsten in den Charts befindliche nigerianische Popsong in der Geschichte von Billboard. „Fall“ wurde auf Platz 163 der Pitchfork-Liste der 200 besten Songs der 2010er Jahre platziert. Der in Nigeria geborene britische Videoregisseur Daps führte bei dem Musikvideo zu „Fall“ Regie, das im November 2023 mehr als 274 Millionen Aufrufe hatte und damit das meistgesehene Video eines nigerianischen Künstlers auf YouTube wurde.
Für „Assurance“ gewann Davido bei den BET Awards 2018 den Preis für den besten internationalen Act und war damit der erste afrikanische Künstler, der seinen Preis auf der Hauptbühne entgegennahm. Toye Sokunbi sagte in seiner Rezension für das Magazin Native, der Song „spricht Bände über die Bedeutung von Klarheit im Zeitalter von Emojis, die Bestätigung durch unsere Liebsten und dass Liebe an erster Stelle steht, trotz aller Widrigkeiten“.

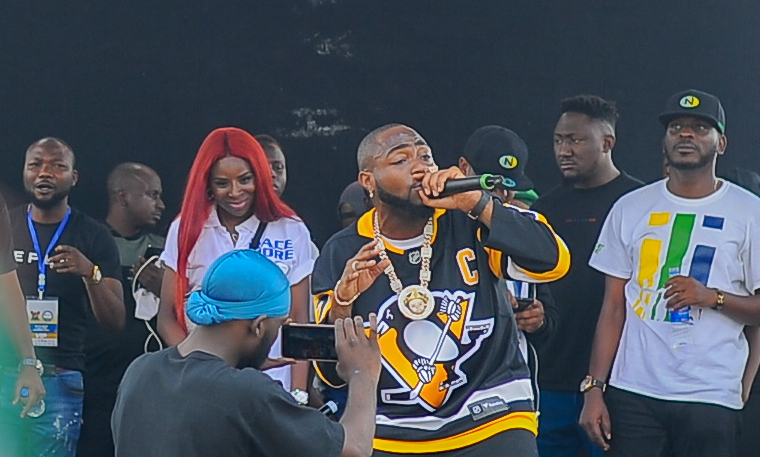
Davido tritt bei der Lagos City Marathon Gala 2020 auf

Im Januar 2019 war Davido der erste afrikanische Solokünstler nach Wizkid im Jahr 2018, der die O2 Arena in London ausverkaufte. Er wurde von Idris Elba auf der Bühne vorgestellt. Caroline Sullivan, die für The Guardian schrieb, bewertete das Konzert mit vier von fünf Sternen, nannte Davido ein „Alphatier“ und sagte, „viele seiner Manierismen sind von den amerikanischen Rappern beeinflusst, mit denen er zusammengearbeitet hat, darunter Young Thug und Swae Lee“.
Davidos zweites Studioalbum A Good Time wurde am 22. November 2019 veröffentlicht.
Im Jahr 2019 listete das New African Magazine Davido als einen der 100 einflussreichsten Afrikaner auf.
Im Juli 2020 übertraf A Good Time 1 Milliarde Streams auf verschiedenen digitalen Plattformen.
Sein drittes Studioalbum A Better Time wurde am 13. November 2020 veröffentlicht und im Februar 2021 erschien er auf der Time 100 Next List des Time Magazine. Davido veröffentlichte Timeless, sein viertes Studioalbum, am 31. März 2023. 
2022 nahm Davido mit Aisha, Trinidad Cardona und RedOne Hayya Hayya (Better Together) als Hymne der Fußballweltmeisterschaft 2022 auf. Die Live-Darbietung der Hymne beim Finale war ihm wegen des Todes seines ältesten Sohnes wenige Wochen zuvor nicht möglich. 
2023 erhielt Davido drei Nominierungen bei den 66th Annual Grammy Awards, darunter Best Global Music Album für Timeless und Best African Music Performance für „Unavailable“.
Im Januar 2024 erhielt Davido drei Nominierungen bei den 55th NAACP Image Awards.

## Privatleben
Davido hat sechs Kinder, drei Jungen (von denen einer inzwischen verstorben ist) und drei Mädchen. Im März 2023 bestätigte er die Ehe mit seiner Partnerin Chioma Rowland.
Am 31. Oktober 2022 berichtete die Zeitung Peoples Gazette über den Tod von Davidos ältestem Sohn und drittem Kind David Ifeanyi Adeleke Jr., der in einem Swimmingpool in der Banana Island Residenz seines Vaters ertrank; er war zum Zeitpunkt seines Todes drei Jahre alt.

## Diskografie

### Alben
| Jahr | Titel          | Höchstplatzierung, Gesamtwochen, AuszeichnungChartplatzierungen (Jahr, Titel, Platzierungen, Wochen, Auszeichnungen, Anmerkungen) | Höchstplatzierung, Gesamtwochen, AuszeichnungChartplatzierungen (Jahr, Titel, Platzierungen, Wochen, Auszeichnungen, Anmerkungen) | Höchstplatzierung, Gesamtwochen, AuszeichnungChartplatzierungen (Jahr, Titel, Platzierungen, Wochen, Auszeichnungen, Anmerkungen) | Anmerkungen                             |
| Jahr | Titel          | CH | UK | US | Anmerkungen                             |
| ---- | -------------- | --- | --- | --- | --------------------------------------- |
| 2012 | Omo Baba Olowo | — | — | — | Erstveröffentlichung: 17. Juli 2012     |
| 2019 | A Good Time    | — | — | — | Erstveröffentlichung: 22. November 2019 |
| 2020 | A Better Time  | — | UK88 (1 Wo.)UK | US170 (1 Wo.)US | Erstveröffentlichung: 13. November 2020 |
| 2023 | Timeless       | — | UK10 Silber · (5 Wo.)UK | US37 (2 Wo.)US | Erstveröffentlichung: 31. März 2023     |
| 2025 | 5ive           | CH83 (1 Wo.)CH | UK7 (2 Wo.)UK | — | Erstveröffentlichung: 18. April 2025    |

### Singles
| Jahr | Titel Album                | Höchstplatzierung, Gesamtwochen, AuszeichnungChartplatzierungen (Jahr, Titel, Album, Platzierungen, Wochen, Auszeichnungen, Anmerkungen) | Höchstplatzierung, Gesamtwochen, AuszeichnungChartplatzierungen (Jahr, Titel, Album, Platzierungen, Wochen, Auszeichnungen, Anmerkungen) | Höchstplatzierung, Gesamtwochen, AuszeichnungChartplatzierungen (Jahr, Titel, Album, Platzierungen, Wochen, Auszeichnungen, Anmerkungen) | Anmerkungen                                                             |
| Jahr | Titel Album                | CH | UK | US | Anmerkungen                                                             |
| --- | -------------------------- | --- | --- | --- | ----------------------------------------------------------------------- |
| 2023 | Unavailable Timeless       | CH48 ×2Doppelplatin · (11 Wo.)CH | UK52 Silber · (22 Wo.)UK | US— GoldUS | Erstveröffentlichung: 12. Mai 2023 feat. Musa Keys                      |
| 2023 | Sensational 11:11          | — | UK45 Silber · (6 Wo.)UK | US71 (8 Wo.)US | Erstveröffentlichung: 20. Oktober 2023 Chris Brown feat. Davido & Lojay |
| Folgende Lieder erschienen nicht als Single, wurden aber durch das Album zum Download und Streaming bereitgestellt und konnten somit eine Platzierung erlangen: |                            | | | |                                                                         |
| |                            | | | |                                                                         |
| 2021 | Who’s True Green With Envy | — | UK50 (3 Wo.)UK | — | Charteinstieg: 30. September 2021 Tion Wayne feat. Jae5 & Davido        |
| 2023 | Feel Timeless              | — | UK96 (1 Wo.)UK | — | Charteinstieg: 26. Oktober 2023                                         |
| 2025 | With You 5ive              | — | UK85 (1 Wo.)UK | — | Charteinstieg: 15. Mai 2025 feat. Omah Lay                              |

Weitere Singles
- 2017: If (US: Gold)
- 2017: Fall (UK: Silber, US: Platin)
- 2018: Assurance
- 2019: Blow My Mind (mit Chris Brown, US: Gold)
- 2019: Risky (mit Popcaan)
- 2021: Champion Sound (mit Focalistic)
- 2022: Baddest Boy (Remix) (Skiibii feat. Davido)
- 2022: Electricity (mit Pheelz)
- 2024: Twe Twe (mit Kizz Daniel)
- 2024: Ogechi (BoyPee, Hyce & Brown Joel feat. Davido)

## Auszeichnungen für Musikverkäufe
| Goldene Schallplatte - Frankreich - 2023: für die Single Fall - 2024: für die Single Unavailable - 2025: für das Lied Gang - Kanada - 2022: für die Single If - 2023: für die Single Blow My Mind - 2023: für die Single Unavailable - 2025: für das Lied Feel - Nigeria - 2024: für die Single Hmmm Platin-Schallplatte - Kanada - 2023: für die Single Fall - Nigeria - 2023: für das Lied Away - 2023: für die Single Champion Sound - 2023: für die Single Electricity - 2023: für die Single Fall - 2023: für das Lied Over Dem - 2023: für das Lied No Competition - 2023: für die Single Unavailable - Südafrika - 2023: für die Single Assurance - 2023: für das Lied D&G - 2024: für die Single Sensational | 2× Platin-Schallplatte - Nigeria - 2023: für die Single Electricity - 2023: für die Single Baddest Boy (Remix) - 2024: für das Lied Kante - Südafrika - 2023: für das Album A Good Time - 2023: für das Lied Jowo 3× Platin-Schallplatte - Nigeria - 2024: für die Single Ogechi - Südafrika - 2023: für die Single Blow My Mind - 2023: für die Single Risky 4× Platin-Schallplatte - Nigeria - 2024: für die Single Twe Twe - 2024: für das Lied Feel |

Anmerkung: Auszeichnungen in Ländern aus den Charttabellen bzw. Chartboxen sind in ebendiesen zu finden.
| Land/RegionAuszeichnungen für Musikverkäufe (Land/Region, Auszeichnungen, Verkäufe, Quellen) | Silber     | Gold       | Platin       | Verkäufe  | Quellen             |
| -------------------------------------------------------------------------------------------- | ---------- | ---------- | ------------ | --------- | ------------------- |
| Frankreich (SNEP)                                                                            | —          | 3× Gold3   | —            | 300.000   | snepmusique.com     |
| Kanada (MC)                                                                                  | —          | 4× Gold4   | Platin1      | 240.000   | musiccanada.com     |
| Nigeria (TCSN)                                                                               | —          | Gold1      | 24× Platin24 | 2.450.000 | turntablecharts.com |
| Schweiz (IFPI)                                                                               | —          | —          | 2× Platin2   | 40.000    | hitparade.ch        |
| Südafrika (RISA)                                                                             | —          | —          | 13× Platin13 | 300.000   | risa.org.za         |
| Vereinigte Staaten (RIAA)                                                                    | —          | 3× Gold3   | Platin1      | 2.500.000 | riaa.com            |
| Vereinigtes Königreich (BPI)                                                                 | 4× Silber4 | —          | —            | 660.000   | bpi.co.uk           |
| Insgesamt                                                                                    | 4× Silber4 | 11× Gold11 | 41× Platin41 |           |                     |